# Nemo Link
Der Nemo Link ist eine Hochspannungs-Gleichstrom-Verbindung in der Nordsee, die das Stromnetz des Vereinigten Königreiches an das belgische Netz anbindet. Sie ist am 31. Januar 2019 offiziell in Betrieb genommen worden. Ausgeführt wurde das Projekt von den beiden Übertragungsnetzbetreibern National Grid und Elia. Vor der Inbetriebnahme fand ein etwa zweimonatiger Testbetrieb statt.

Nemo-Link-Konverter in Brügge, 2018

Endpunkt in England ist das Gelände des stillgelegten Kraftwerks Richborough. Auf belgischer Seite endet das Kabel im Industriegebiet Herdersbrug, einem Stadtteil von Brügge. Verlegt wurden zwei Seekabel, die als bipolare HGÜ mit einer Gleichspannung von ±400 kV betrieben werden. Die maximale Übertragungsleistung liegt bei 1 GW. Die für den Betrieb nötigen Stromrichterstationen samt Stromrichter-Transformatoren wurden von Siemens Energy geliefert.
Die Aufträge über insgesamt 500 Millionen Euro gingen 2015 an Siemens (bzw. heute Siemens Energy) für den Bau der beiden Festland-Hochspannungsumrichterstationen und J-Power Systems Corporation für das Kabelsystem.  Der Auftrag zum Bau des Kabels wurde an DeepOcean vergeben, das die Arbeiten in den Jahren 2017 und 2018 abschloss.
Gründe für den Bau waren u. a. die Kopplung der Strommärkte von Großbritannien und Belgien, mit denen eine Kostensenkung der Strompreise erreicht werden soll, sowie die Erhöhung der Energiesicherheit beider Staaten. Zudem sollen erneuerbare Energien, v. a. Windkraftanlagen, besser in das europäische Energiesystem eingebunden werden, da durch überregionalen Stromaustausch die Variabilität der Erzeugung deutlich verringert werden kann.
Die Kosten lagen bei ca. 600 Mio. Pfund. Erwartet wird, dass das Kabel vorwiegend elektrische Energie nach Großbritannien liefern wird und neben der besseren Einbindung erneuerbarer Energien britischen Stromkunden jährlich etwa 80 bis 100 Mio. Pfund einsparen wird. Daneben soll die Versorgungssicherheit der beiden Staaten steigen, nicht zuletzt in Belgien, wo im Winter 2018/19 Stromausfälle befürchtet wurden, weil sechs der sieben vorhandenen Reaktorblöcke aufgrund technischer Probleme nicht am Netz waren.